# Paracles peruviana
Paracles peruviana là một loài bướm đêm thuộc phân họ Arctiinae, họ Erebidae.